# Campeonato Mundial de Voleibol de Praia
O Campeonato Mundial de Voleibol de Praia (em inglês:  FIVB Beach Volleyball World Championships) é o principal campeonato de voleibol de praia do mundo, organizado pela Federação Internacional de Voleibol (FIVB), que se efetua desde 1997 e é disputado a cada dois anos.

## Histórico
Em 1997, a Federação Internacional de Voleibol decidiu regulamentar a competição que já havia sido sediada dez vezes no Rio de Janeiro, de 1987 a 1996. A primeira edição ocorreu um ano após a modalidade se tornar oficialmente um desporto olímpico, nos Jogos Olímpicos de 1996. Na ocasião, o mundial foi sediado na cidade de Los Angeles, nas dependências da Universidade da Califórnia em Los Angeles (UCLA).
No torneio masculino, que contou com a presença de 56 duplas, a dupla brasileira Rogério Ferreira e Guilherme Marques derrotaram os anfitriões Canyon Ceman e Mike Whitmarsh por 5–12, 12–8 e 12–10. Já no torneio feminino, que contou com a presença de 45 duplas, Jaqueline Silva e Sandra Pires venceram  as norte-americanas Lisa Arce e Holly McPeak por 12–11, 1–12 e 12–10. Em ambos os gêneros, não houve disputa pela medalha de bronze, que foram concedidas as duplas que perderam as partidas das semifinais.
Em 2020, a FIVB anunciou o adiamento da edição de 2021 para 2022. Oficialmente, o torneio ocorreria de junho a setembro de 2021, em Roma, na Itália, mas devido à pandemia de COVID-19, a data do mundial foi alterada, porém o local foi mantido.

## MVPpor edição

### Masculino
- 2015 – NED Reinder Nummerdor
- 2017 – AUT Alexander Horst

### Feminino
- 2015 – BRA Ágatha Bednarczuk
- 2017 – GER Laura Ludwig

## Quadro de medalhas

### Masculino
| Ordem | País           | Medalha de ouro | Medalha de prata | Medalha de bronze | Total |
| ----- | -------------- | --------------- | ---------------- | ----------------- | ----- |
| 1     | Brasil         | 7               | 5                | 5                 | 17    |
| 2     | Estados Unidos | 1               | 2                | 2                 | 5     |
| 3     | Alemanha       | 1               | 1                | 3                 | 5     |
| 4     | Rússia         | 1               | 1                | 1                 | 3     |
| 5     | Países Baixos  | 1               | 1                | 0                 | 2     |
| 6     | Noruega        | 1               | 0                | 2                 | 3     |
| 7     | Argentina      | 1               | 0                | 0                 | 1     |
| 7     | Chéquia        | 1               | 0                | 0                 | 1     |
| 9     | Suíça          | 0               | 2                | 0                 | 2     |
| 10    | Áustria        | 0               | 1                | 0                 | 1     |
| 10    | Suécia         | 0               | 1                | 0                 | 1     |
| 12    | Austrália      | 0               | 0                | 1                 | 1     |
| 12    | Polónia        | 0               | 0                | 1                 | 1     |

### Feminino
| Ordem | País           | Medalha de ouro | Medalha de prata | Medalha de bronze | Total |
| ----- | -------------- | --------------- | ---------------- | ----------------- | ----- |
| 1     | Brasil         | 6               | 6                | 6                 | 18    |
| 2     | Estados Unidos | 5               | 5                | 3                 | 13    |
| 3     | China          | 1               | 1                | 2                 | 4     |
| 4     | Alemanha       | 1               | 1                | 1                 | 3     |
| 5     | Canadá         | 1               | 1                | 0                 | 2     |
| 6     | Austrália      | 0               | 0                | 2                 | 2     |
| 7     | Chéquia        | 0               | 0                | 1                 | 1     |

### Geral
| Ordem | País           | Medalha de ouro | Medalha de prata | Medalha de bronze | Total |
| ----- | -------------- | --------------- | ---------------- | ----------------- | ----- |
| 1     | Brasil         | 13              | 11               | 11                | 35    |
| 2     | Estados Unidos | 6               | 7                | 5                 | 18    |
| 3     | Alemanha       | 2               | 2                | 4                 | 8     |
| 4     | China          | 1               | 1                | 2                 | 4     |
| 5     | Rússia         | 1               | 1                | 1                 | 3     |
| 6     | Canadá         | 1               | 1                | 0                 | 2     |
| 6     | Países Baixos  | 1               | 1                | 0                 | 2     |
| 8     | Noruega        | 1               | 0                | 1                 | 2     |
| 8     | Chéquia        | 1               | 0                | 1                 | 2     |
| 10    | Argentina      | 1               | 0                | 0                 | 1     |
| 11    | Suíça          | 0               | 2                | 0                 | 2     |
| 12    | Áustria        | 0               | 1                | 0                 | 1     |
| 12    | Suécia         | 0               | 1                | 0                 | 1     |
| 14    | Austrália      | 0               | 0                | 3                 | 3     |
| 15    | Polónia        | 0               | 0                | 1                 | 1     |